# Данилявичюс, Томас
То́мас Даниля́вичюс (лит. Tomas Danilevičius; род. 18 июля 1978, Клайпеда) — литовский футболист, нападающий. Выступал в сборной Литвы. С 2017 по 2023 возглавлял Литовскую футбольную федерацию.

## Карьера

### Клубная
Начинал играть в футбол в родной Клайпеде в составе «Араса». В середине 1995 года уехал в Бельгию, где провёл 2 игры в Кубке Интертото за Беверен. Однако в чемпионате так и не провёл ни одной игры, после чего вернулся в Литву.
Летом 1996 снова уехал в Бельгию, где играл за «Брюгге» (команды разных возрастов).
В 1998 играл в России за московское «Динамо». С 1999 снова играет в Европе, поменяв несколько команд (в большинстве из них был в аренде).
1 августа 2011 года подписал контракт с итальянским клубом «Юве Стабия» сроком на 2 года.

### Международная
Лучший бомбардир сборной Литвы в её истории (19 мячей).

## Голы за сборную
| #   | Дата             | Место                                   | Соперник                    | Счёт | Результат | Соревнование |
| --- | ---------------- | --------------------------------------- | --------------------------- | ---- | --------- | ------------ |
| 1.  | 26 февраля 2001  | Лимасол, Кипр                           | Флаг Кипра (1960—2006)      | 1–1  | 2–1       | Турнир       |
| 2.  | 18 августа 2004  | Динамо, Москва, Россия                  | Флаг России                 | 1–1  | 3–4       | ТМ           |
| 3.  | 8 сентября 2004  | Каунас, Литва                           | Флаг Сан-Марино (1862—2011) | 3–0  | 4–0       | ОЧМ 2006     |
| 4.  | 1 марта 2006     | Тирана, Албания                         | Флаг Албании                | 2–1  | 2–1       | ТМ           |
| 5.  | 16 августа 2006  | Кишинёв, Молдавия                       | Флаг Молдовы                | 2–1  | 2–3       | ТМ           |
| 6.  | 2 сентября 2006  | Неаполь, Италия                         | Флаг Италии                 | 1–0  | 1–1       | ОЧЕ 2008     |
| 7.  | 11 ноября 2006   | Паола, Мальта                           | Флаг Мальты                 | 1–0  | 4–1       | ТМ           |
| 8.  | 11 ноября 2006   | Паола, Мальта                           | Флаг Мальты                 | 3–0  | 4–1       | ТМ           |
| 9.  | 22 августа 2007  | Каунас, Литва                           | Флаг Туркменистана          | 1–0  | 2–1       | ТМ           |
| 10. | 22 августа 2007  | Каунас, Литва                           | Флаг Туркменистана          | 2–0  | 2–1       | ТМ           |
| 11. | 8 сентября 2007  | Глазго, Шотландия                       | Флаг Шотландии              | 1–1  | 1–3       | ОЧЕ 2008     |
| 12. | 12 сентября 2007 | Каунас, Литва                           | Флаг Фарерских островов     | 2–0  | 2–1       | ОЧЕ 2008     |
| 13. | 17 ноября 2008   | Каунас, Литва                           | Флаг Украины                | 2–0  | 2–0       | ОЧЕ 2008     |
| 14. | 20 августа 2008  | Судува, Мариямполе, Литва               | Флаг Молдовы                | 3–0  | 3–0       | ТМ           |
| 15. | 10 сентября 2008 | Судува, Мариямполе, Литва               | Флаг Австрии                | 1–0  | 2–0       | ОЧМ 2010     |
| 16. | 10 сентября 2008 | Судува, Мариямполе, Литва               | Флаг Австрии                | 2–0  | 2–0       | ОЧМ 2010     |
| 17. | 15 октября 2008  | С. Дариус и С. Гиренас, Каунас, Литва   | Флаг Фарерских островов     | 1–0  | 1–0       | ОЧМ 2010     |
| 18. | 12 августа 2009  | Жози Бартель, Люксембург, Люксембург    | Флаг Люксембурга            | 1–0  | 1–0       | ТМ           |
| 19. | 9 сентября 2009  | Торсволлур, Торсхавн, Фарерские острова | Флаг Фарерских островов     | 1–1  | 1–2       | ОЧМ 2010     |

## Достижения
- Футболист года в Литве (2): 2006, 2007